# Сарыарка самалы
Сарыарка самалы — казахская областная газета Павлодарской области.

## История
«Кызыл ту» («Кызыл ту»), газета Павлодарской области. Вышла в свет 15 февраля 1929 как региональная газета. «Кедей туы». Первый редактор Б. Кенжебаев. Современное название — «Сарыарқа самалы».

## Награды
- Благодарность Президента Республики Казахстан в области средств массовой информации (23 июня 2000 года) —  за оперативную и регулярную подготовку материалов, направленных на подъём национального самосознания, преодоление стереотипов прошлого, повышение правовой культуры населения, развитие предпринимательства в регионе[1]

## Редакторы
- Кудышев, Омаргали Кудышевич - 1956-1962 годы

## Известные сотрудники
В работе газеты активное участие принимали С. Лепесов, Б. Асанов, Ж. Доскараев, А. Баймолдин, З. Шашкин, Н. Жусип г.Жуматов. 